# Joseph Bernard (sculpteur)
Pour les articles homonymes, voir Joseph Bernard et Bernard.
Joseph Bernard est un sculpteur et dessinateur français né le 17 janvier 1866 à Vienne (Isère) et mort le 7 janvier 1931 à Boulogne-Billancourt (Hauts-de-Seine).
Joseph Bernard commence à travailler à la fin du XIXe siècle, alors que l'académisme prédomine dans les arts. À cette période, Auguste Rodin est la référence dans le domaine de la sculpture pour la jeune génération d'artistes : ses successeurs sont à la fois influencés par son œuvre, mais redoutent également son emprise, cherchant à s'en émanciper. Au même moment, on constate l'avènement du symbolisme vers lequel Joseph Bernard s'oriente rapidement.

## Biographie

### Formation
Fils d'un modeste tailleur de pierre, Joseph Bernard porte très tôt un vif intérêt pour le métier de son père : vers 1878, il quitte l'école pour l'accompagner sur les chantiers de restauration des monuments antiques et médiévaux de Vienne. Il s'essaie ainsi à la taille de pierre et sculpte un Buste de la République en 1878 et des Lions en 1880 : doué pour la sculpture, il obtient une bourse de la ville pour étudier à l'École des beaux-arts de Lyon en 1881, puis à l'École des beaux-arts de Paris en 1887 comme pensionnaire du département de l'Isère. Il y étudie dans l'atelier de Jules Cavelier, et s'inscrit aux cours de peinture de Jules Lefebvre et Gustave Boulanger, lui donnant l'occasion de peindre des académies sur le thème de la mythologie. Durant cette période, il acquiert une formation classique d'après le modèle vivant et les plâtres, nourrie par le dessin qu'il pratique, au détriment du modelage de la terre. Le jeune sculpteur est cependant peu assidu, et préfère œuvrer seul à une formation indépendante. Il subit malgré tout indirectement l'influence d'Auguste Rodin : en 1891, il sculpte L'Espoir Vaincu, primé au Salon et acquis par sa ville natale. L'attitude de la figure rappelle Le Penseur de Rodin, tout en témoignant de la science académique acquise durant sa formation.

### Les débuts parisiens
Après sa formation, Joseph Bernard se fixe à Paris. Il débute au Salon des artistes français de 1892, où il présente un buste en plâtre, Portrait de M. Mercier. Pourtant, la sculpture ne lui permet pas de vivre, et gagne difficilement sa vie entre 1890 et 1904 : très indépendant, il refuse d'être le praticien d'aucun sculpteur et travaille de nuit, dans une imprimerie, jusqu'en 1911.
De sa première période postromantique, empreinte de l'influence expressionniste de Rodin et de la sculpture académique, ne subsiste que peu d'œuvres : en 1896, il prend un atelier à Montparnasse, mais détruit une grande partie de ses réalisations lors de son déménagement à Boulogne-sur-Seine en 1921.
Dès 1900, il s'installe à la cité Falguière à Paris, une cité d'artistes alors très prisée. C'est durant ces années, entre 1905 et 1913, que l'artiste crée l'essentiel de son œuvre sculpté. En 1905, il renoue avec la taille directe en sculptant L'Effort vers la Nature, œuvre dotée de volumes denses et d'une grande puissance archaïque.

### Vers la reconnaissance

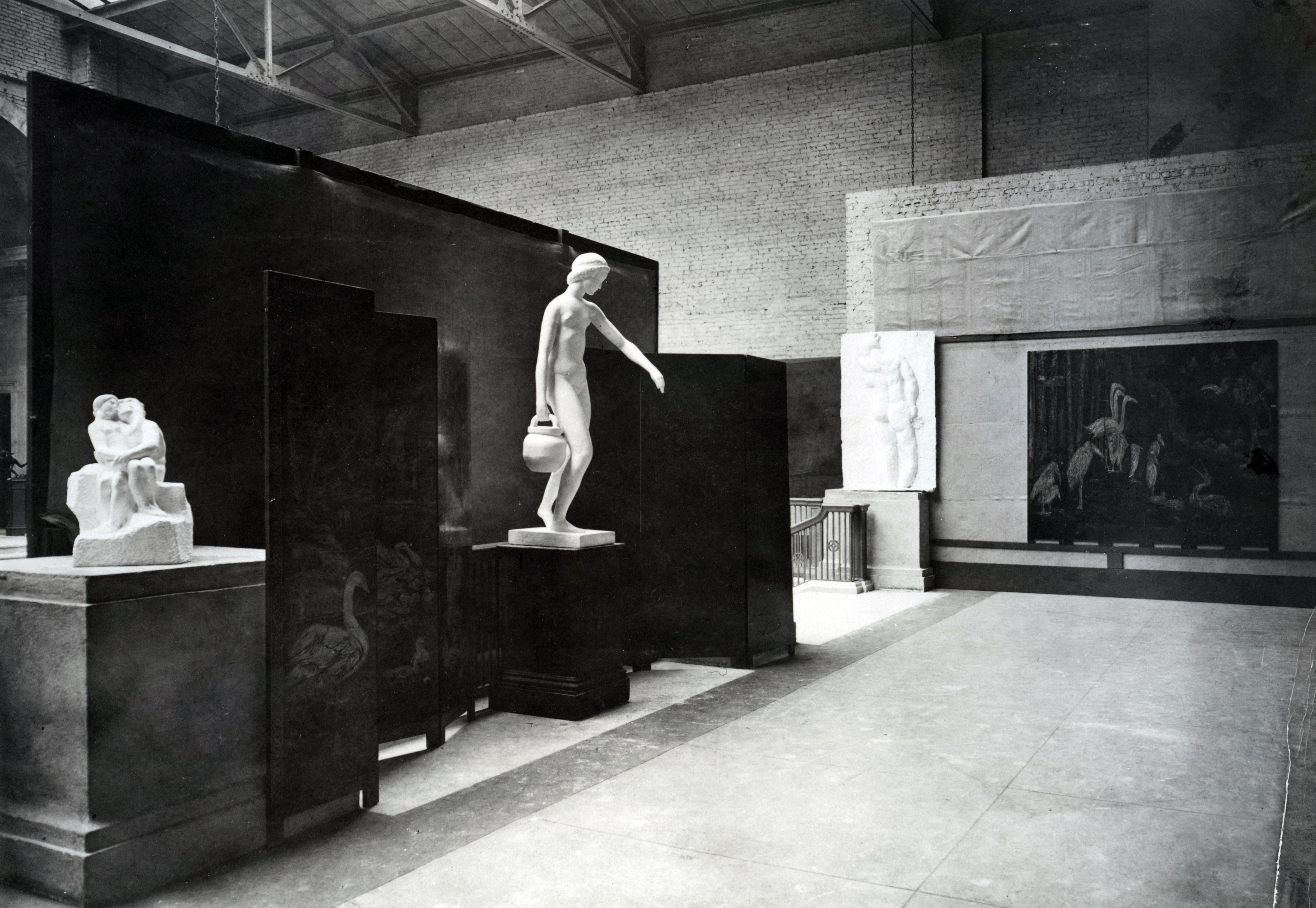
Jeune Fille à la cruche (1910) exposée à l'Armory Show à New York en 1913.

Sa première reconnaissance publique date de 1905 : sa ville natale, Vienne, commande à Joseph Bernard un Monument à Michel Servet, médecin, théologien et philosophe du début du XVIe siècle. Parallèlement, il expose régulièrement tout le long de sa carrière, notamment au Salon de Paris, à l'Exposition universelle de 1900, ou au Salon d'automne dès 1910. Joseph Bernard acquiert une réelle maîtrise technique qui le fait s'éloigner de sa formation classique pour trouver une expression personnelle.
Vers 1907-1910, il collabore avec la fonderie Adrien Hébrard qui édite ses sculptures et l'expose, participant à la diffusion de son travail. En 1910, il sculpte la Jeune Fille à la cruche qui le fera connaître aux États-Unis lors de l'Armory Show en 1913, manifestation où l'art moderne français est alors révélé aux Américains. Cette même année, il est nommé chevalier de la Légion d'honneur.
En 1913, une congestion cérébrale le rend hémiplégique. Il s'arrête de sculpter et de dessiner, activités qu'il reprend dès la fin de la Première Guerre mondiale.

### L'atelier de Boulogne-Billancourt

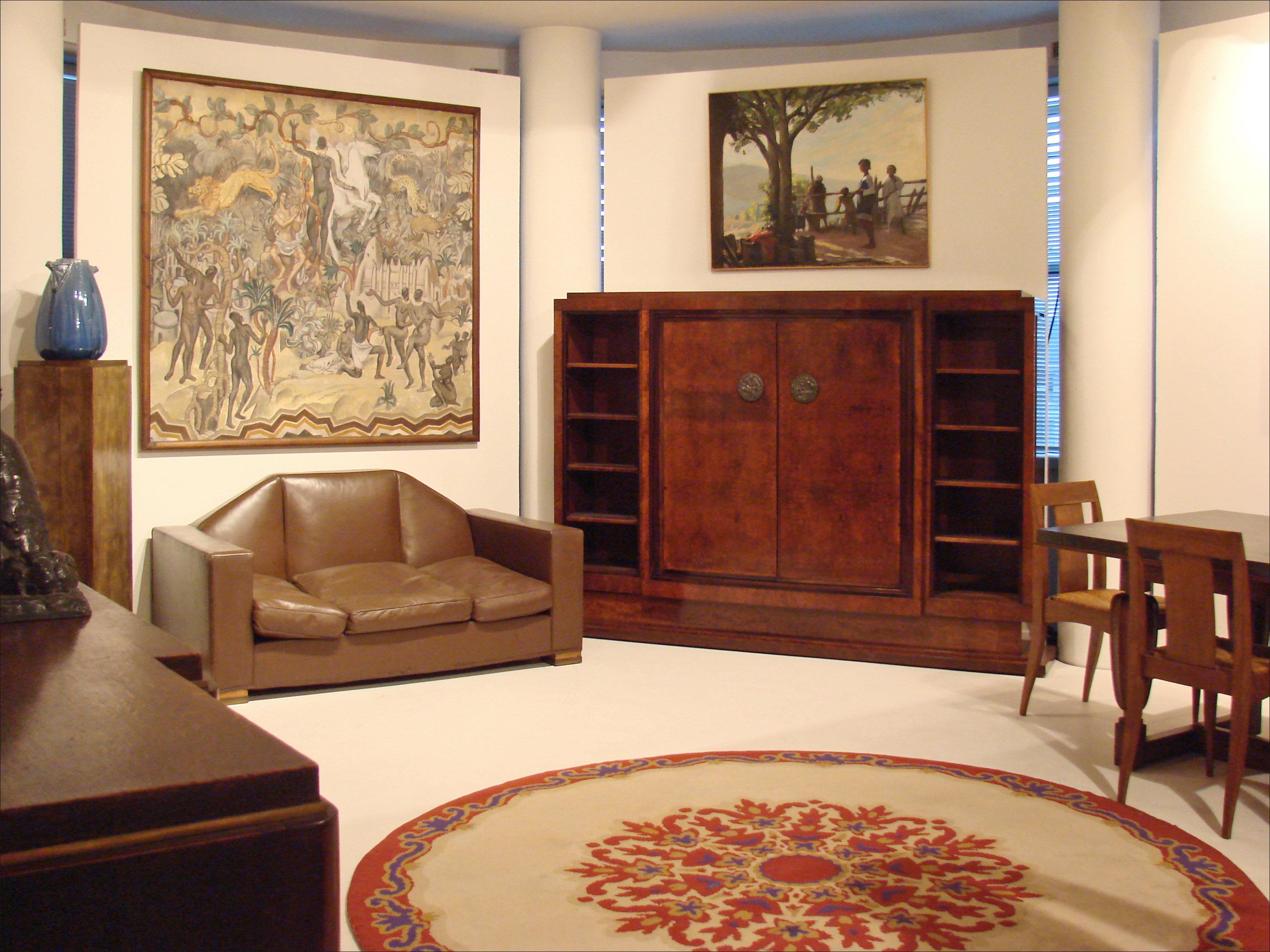
Mobilier provenant de la maison de Joseph Bernard, Boulogne-Billancourt, musée des Années Trente.

En 1921, Joseph Bernard installe définitivement son atelier à Boulogne-sur-Seine. Les années 1920 marquent, chez le sculpteur, le début de son succès. À cette période, il est considéré comme l'égal de certains de ses contemporains comme Antoine Bourdelle ou Aristide Maillol. Le retour à la technique de la taille directe, amorcé vers 1910 avec Ossip Zadkine, Alexander Archipenko et Amadeo Modigliani, notamment, place Joseph Bernard comme moteur de ce mouvement aux yeux des artistes d'alors. Il participe par exemple aux expositions Douce France, nom du groupe et de la revue ayant pour but de promouvoir la taille directe. Emmanuel de Thubert, fondateur du mouvement, s'exprime à son propos lors de la première exposition de 1922 : « Cette exposition réunit huit sculpteurs de taille directe autour de Joseph Bernard, notre maître à tous. C'est avec lui que s'est opéré le renouvellement de la sculpture, depuis vingt ans qu'il taille la pierre, le marbre et le granit. »
Parallèlement, il travaille pour l'ébéniste et décorateur Jacques-Émile Ruhlmann, pour qui il crée la décoration sculptée de la Frise de la Danse de l'hôtel du Collectionneur, pavillon édifié pour l'Exposition des Arts décoratifs de 1925.
En 1924, l'État lui commande le groupe de la Jeunesse charmée par l'Amour pour le Petit Palais à Paris.
À partir de 1928, il s'adonne à un nouveau matériau, la plastiline, engageant un ultime retour au modelage, avant de consacrer l'essentiel de son temps au dessin et à l'aquarelle.

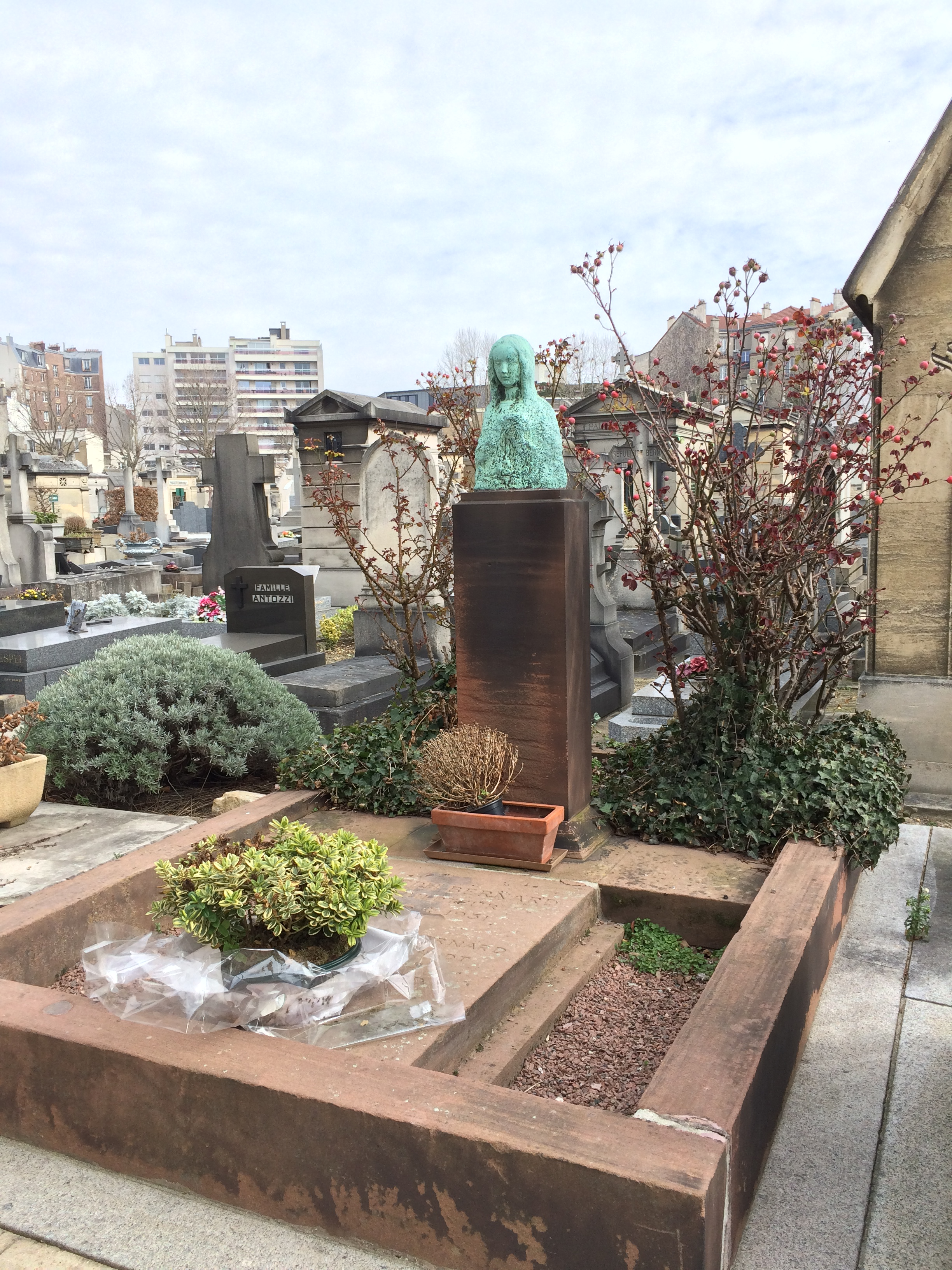
Tombe de Joseph Bernard au cimetière ancien de Boulogne-Billancourt.

Joseph Bernard meurt subitement le 7 janvier 1931 à Boulogne-Billancourt. II est enterré avec son fils Jean au cimetière ancien de Boulogne.

### Héritage et postérité
En 1908 naît Jean Bernard, l'enfant unique du sculpteur. Il assure la pérennité de l'œuvre de son père en cofondant la fondation de Coubertin. La collection de ce musée compte de nombreuses sculptures et dessins de l'artiste, ainsi que de nombreux documents liés à sa vie et son travail. Deux donations importantes — de son fils en 1985 et de sa nièce en 1994 — ont permis de regrouper 35 sculptures et environ 1 500 dessins. Après une période de relatif oubli, l'exposition de ses œuvres auprès de celles d'Auguste Rodin ou d'Antoine Bourdelle à la fondation de Coubertin permirent de raviver l'intérêt des amateurs pour Joseph Bernard. Dans la limite des douze épreuves prévues par la loi, la fonderie de la fondation continue également l'édition de ses œuvres depuis 1970.
Les œuvres de Joseph Bernard sont aujourd'hui présentes dans de nombreuses collections publiques, comme le musée de Grenoble, le musée des Beaux-Arts de Lyon, ou à Paris au musée d'Orsay qui conserve le second fonds d'œuvre du sculpteur le plus important après celui de la fondation de Coubertin.

## Son œuvre

### L'œuvre sculpté
On constate à travers ses œuvres que Joseph Bernard adapte la technique à la matière : les œuvres modelées destinées à la fonte sont souvent des figures élancées et gracieuses, tandis que ses œuvres à la taille directe rendent des volumes denses, compacts et massifs. 

#### L'Effort vers la Nature
D'après le critique d'art Louis Vauxcelles, il s'agit de la première œuvre de Joseph Bernard taillée directement dans la pierre. Datée de 1905 et conservée à Paris au musée d'Orsay, elle frappe par son aspect archaïsant et ses formes simples. Cette œuvre charnière annonce surtout une des grandes thématiques du sculpteur : des séries de têtes d'hommes et de têtes de femmes aux traits synthétiques et aux expressions mystérieuses, que René Jullian qualifie de « visages intérieurs ». Joseph Bernard s'approche de ce fait du symbolisme, de la recherche de l'essentiel et du sentiment profond.  

#### Monument à Michel Servet
L'élaboration de cette sculpture correspond à la période de la séparation des Églises et de l'État, durant laquelle plusieurs monuments aux victimes de l’intolérance religieuse sont érigées en France.
Première grande commande publique, la Ville de Vienne commande à Joseph Bernard un Monument à Michel Servet, médecin et humaniste. Érigé dans le jardin public de Vienne en 1911, il est représenté par l'artiste souffrant durant son supplice. Brûlé vif, il est encadré par La Raison, protégeant deux enfants symboles d'avenir, et Le Remord qui fuit, courbé sous le poids du passé.

Monument à Michel Servet (1911), Vienne, jardin de ville
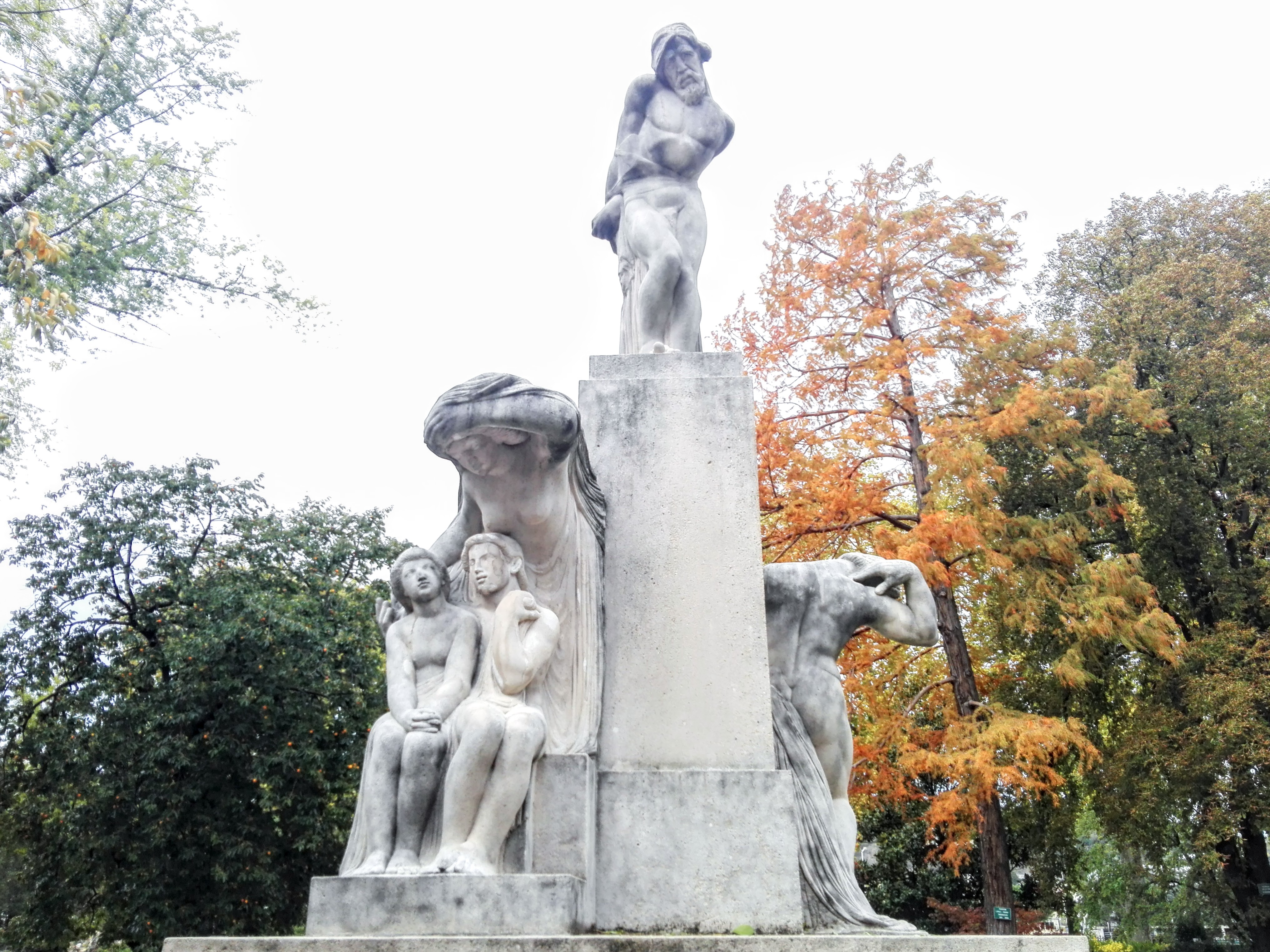
Vue d'ensemble.
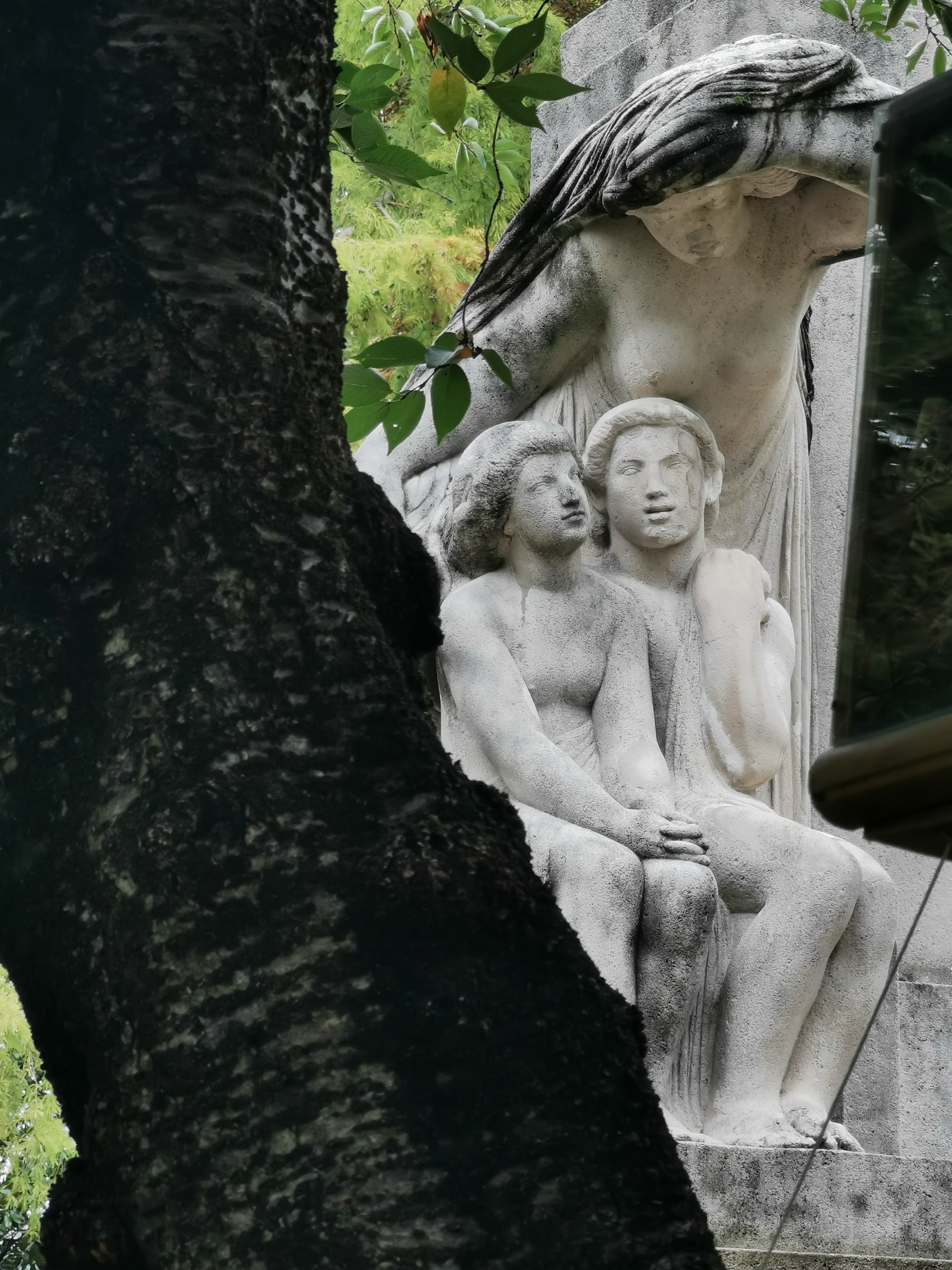
Groupe de La Raison et la Jeunesse.
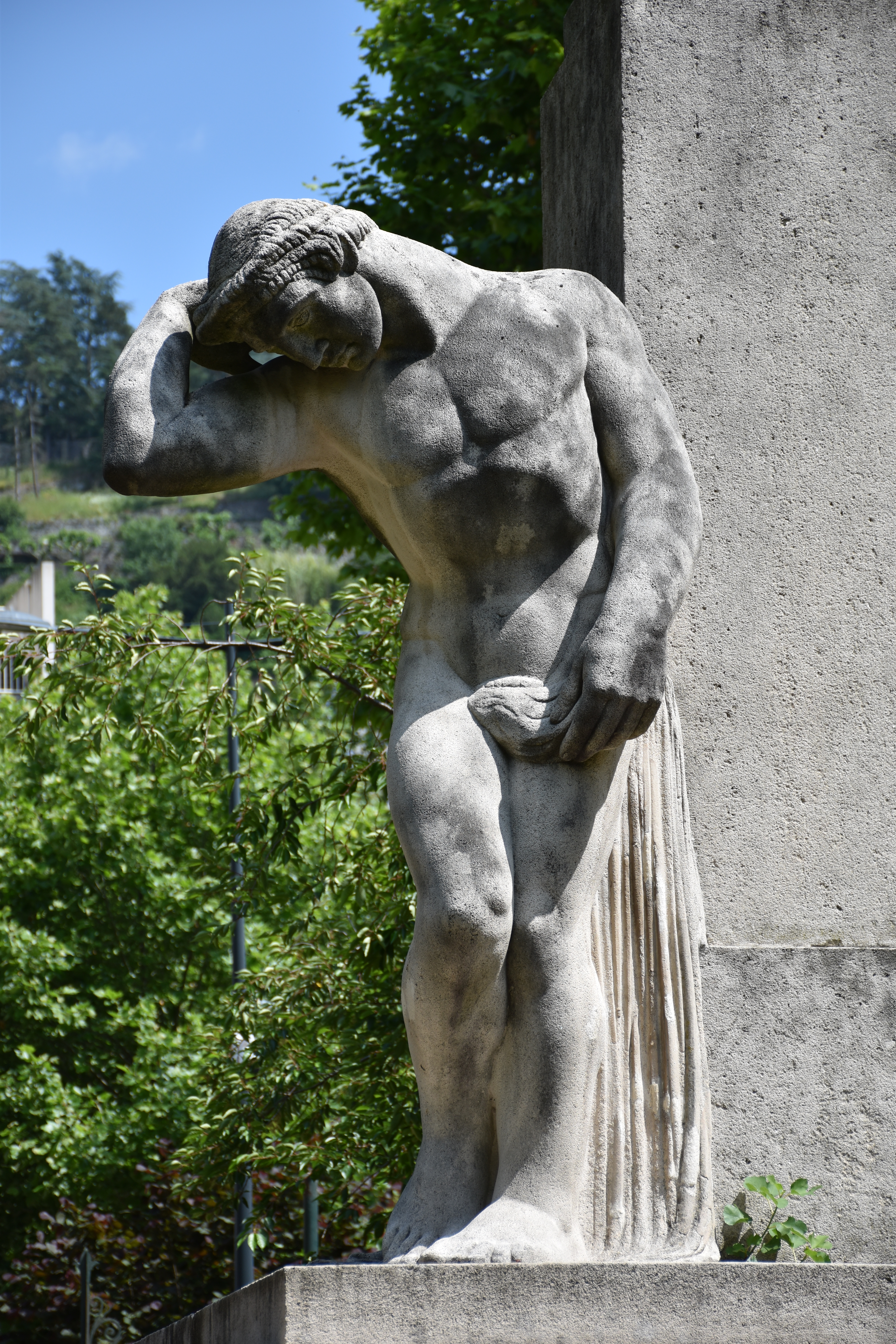
Statue du Remords.
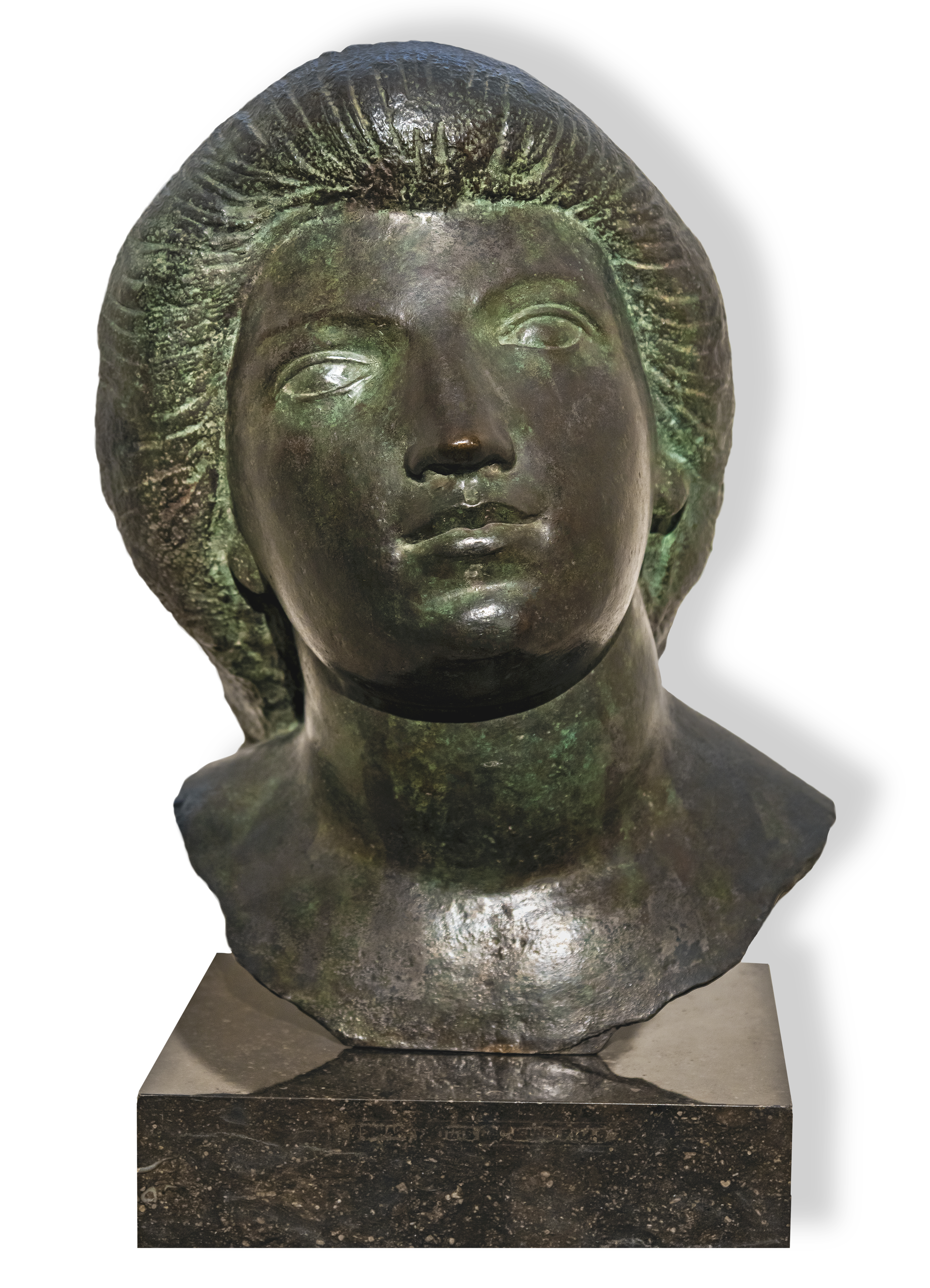
Tête de jeune fille, Montauban, musée Ingres-Bourdelle. Étude pour le Monument à Michel Servet.

#### Faune Dansant

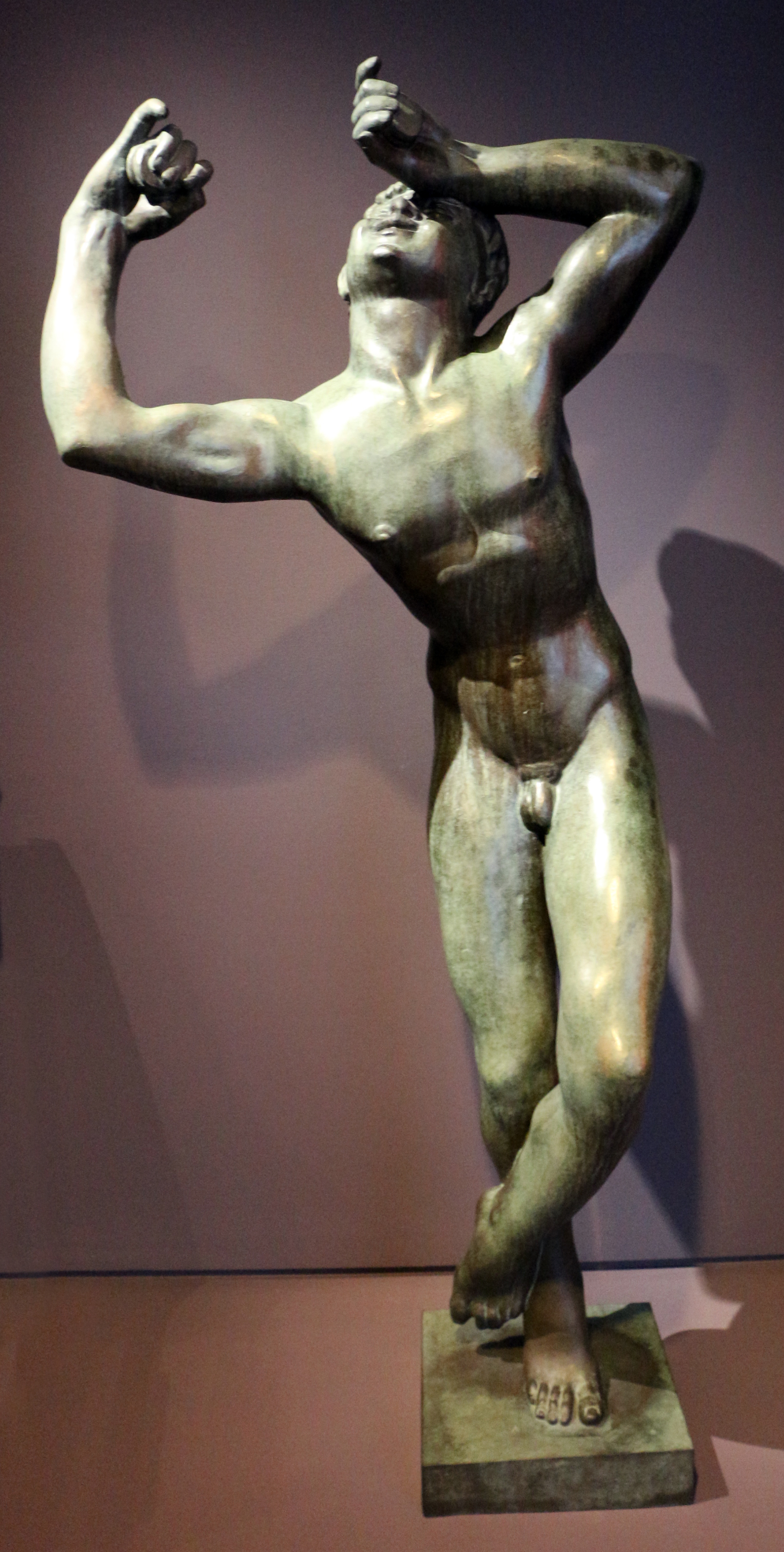
Faune Dansant (1912), Paris, musée d'Orsay.

Datée de 1912, le Faune Dansant en bronze traduit une tendance singulière de l'œuvre de Joseph Bernard : la thématique de la danse. Sans doute inspiré par le danseur russe Vaslav Nijinski qui se produisait, en 1912, dans le ballet L'Après-midi d'un faune, le sculpteur rend le rythme de la danse par l'instabilité et la grâce de la pose du faune.

### L'œuvre graphique
« Connaître la matière, dessiner le plus qu'on peut, acquérir la même maîtrise d'exécution dans l'art du dessin qui est la genèse des arts plastiques, modeler par le trait sur une feuille de papier […] c'est ce que j'ai voulu, c'est ce que je sens établi profondément en moi, […] là est l'absolu de mon art, l'unique expression, le seul moyen d'émouvoir et de rester. »

— Joseph Bernard, octobre 1912.
Chez Joseph Bernard, le dessin est une expression autonome et indispensable. Rarement datés, ils sont soit indépendants, soit créés dans un but de recherche pour son œuvre sculpté. Concernant la technique, il privilégie le crayon, le fusain, la plume et les encres entre 1905 et 1913, puis le lavis et les aquarelles à partir des années 1920.
Il réalise, entre autres, les illustrations à l'aquarelle de L'Âme et la Danse de Paul Valéry en 1921.

## Exposition
- Dessins de Joseph Bernard, Versailles, orangerie du domaine de Madame Élisabeth, de novembre 2007 à janvier 2008.

Œuvres de Joseph Bernard
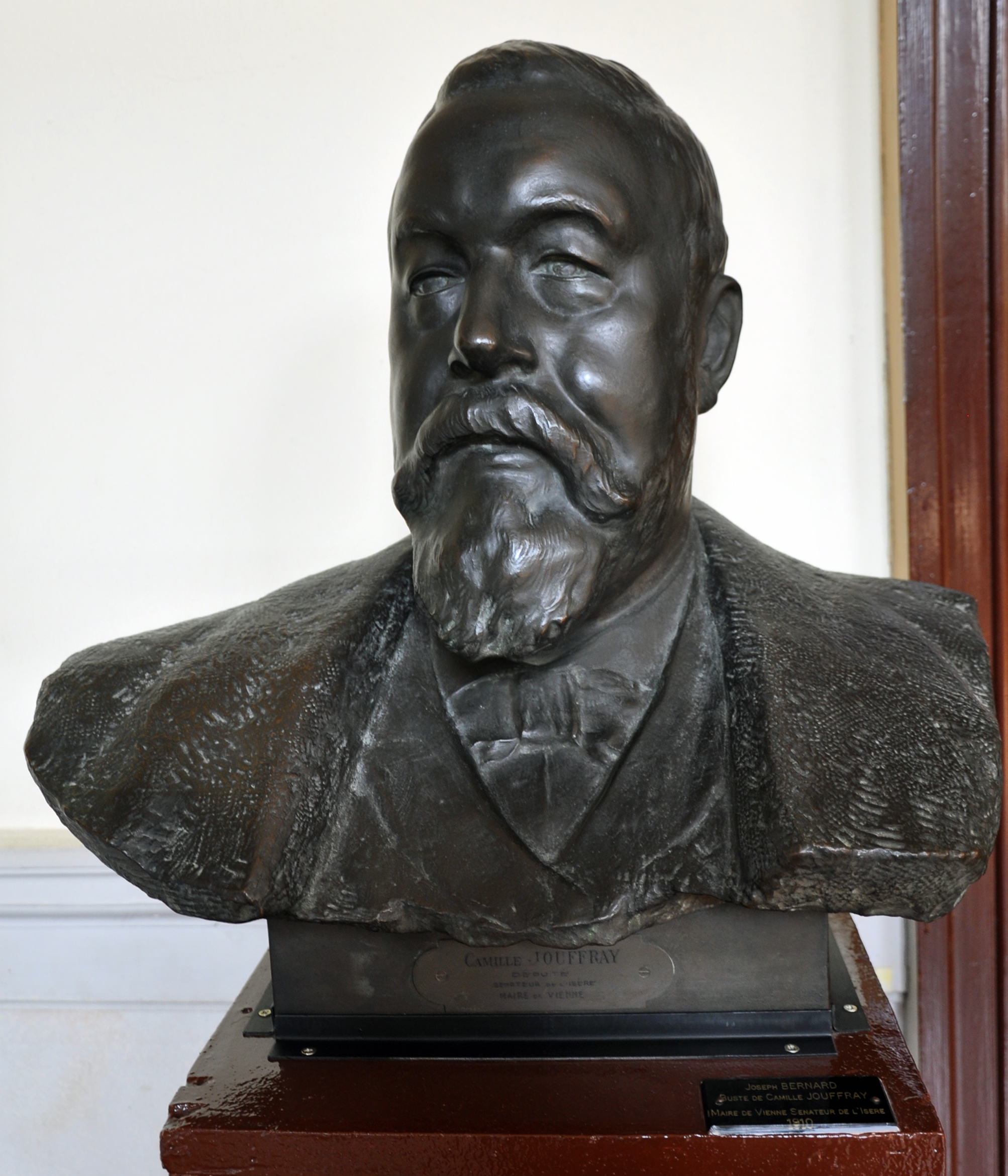
Camille Jouffray (1910), musée des Beaux-Arts et d'Archéologie de Vienne.
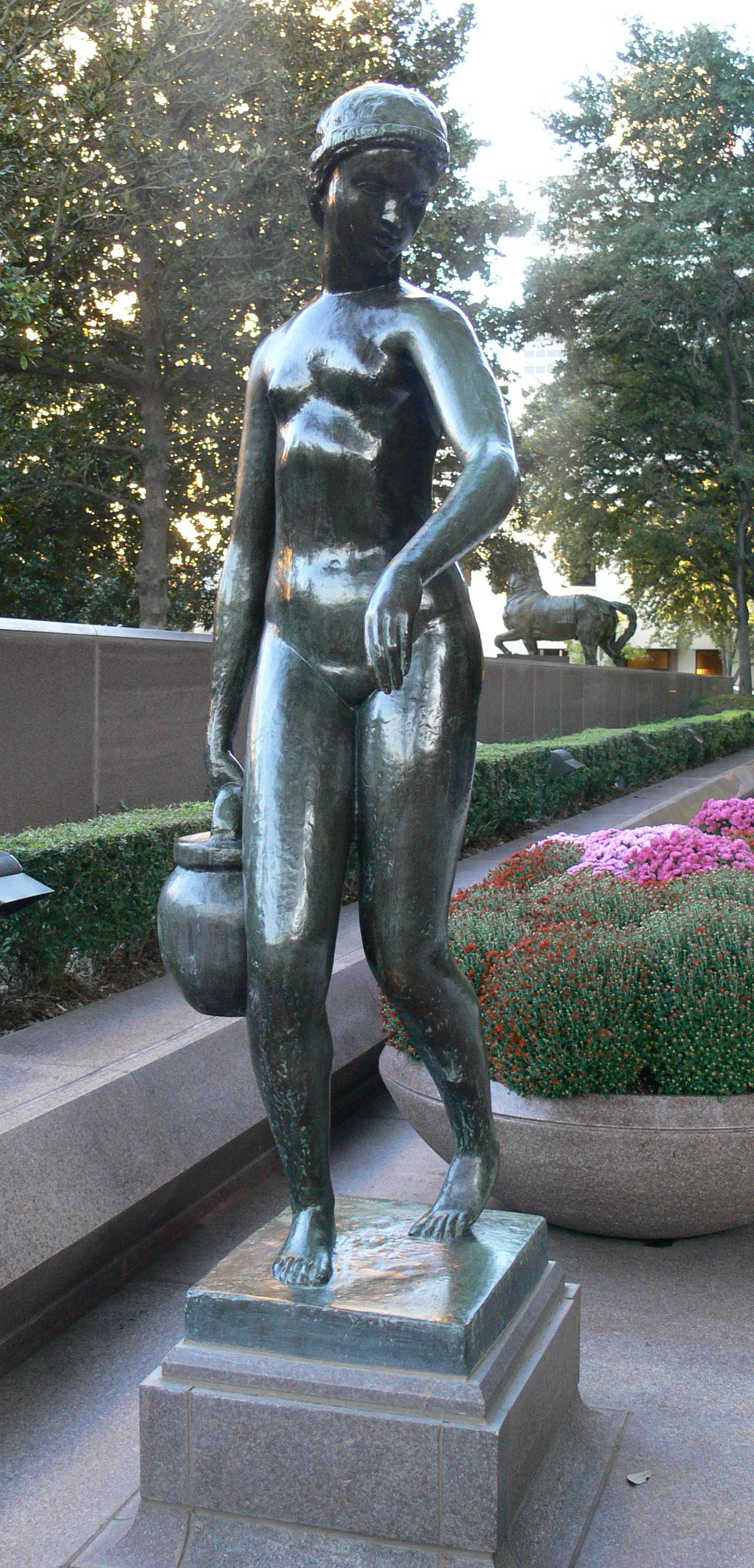
Jeune Fille à la cruche (1910), Dallas, Trammell Crow Center Sculpture Garden.
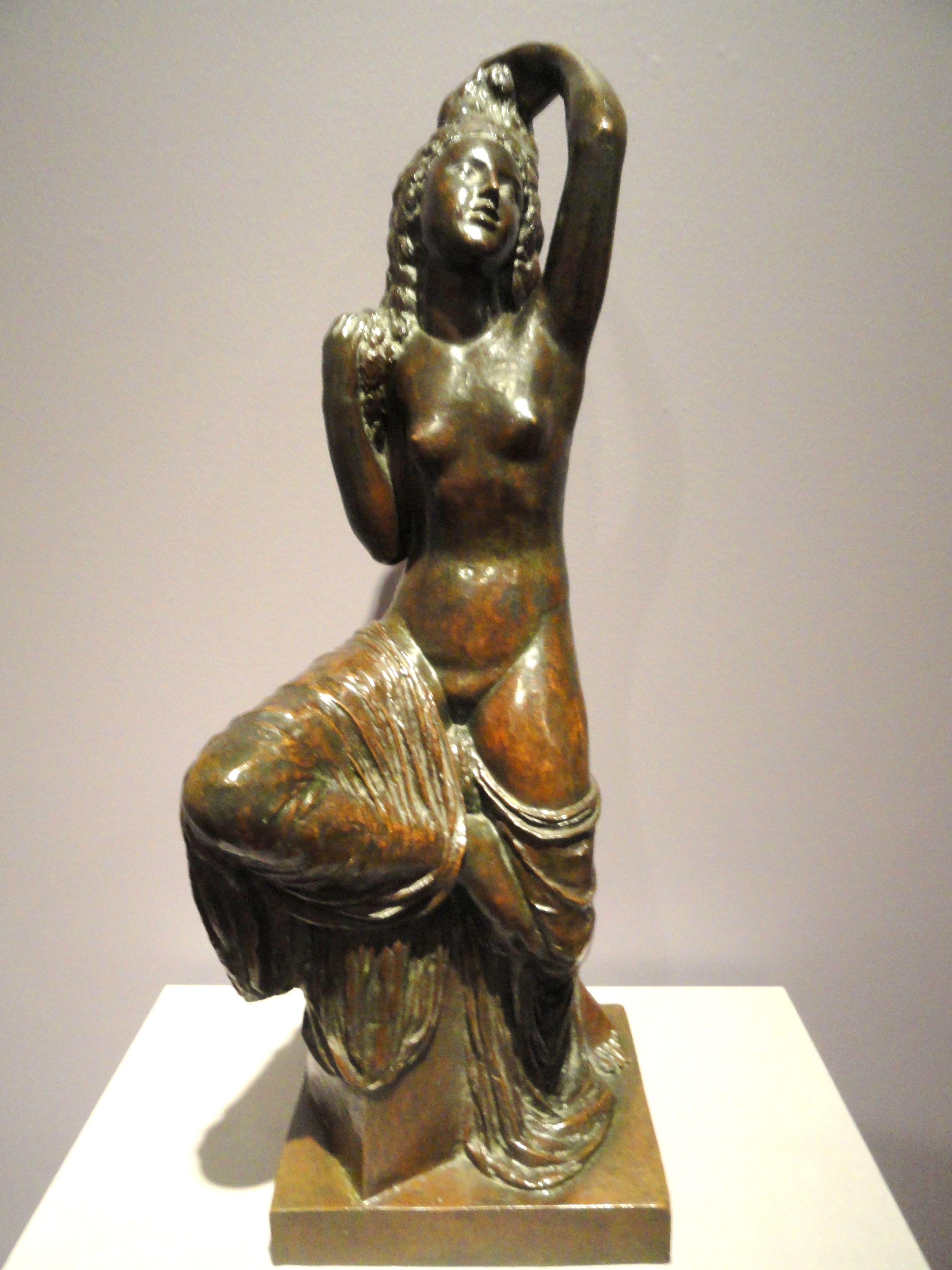
Jeune Fille se coiffant (vers 1914), Springfield, Museum of Fine Arts.
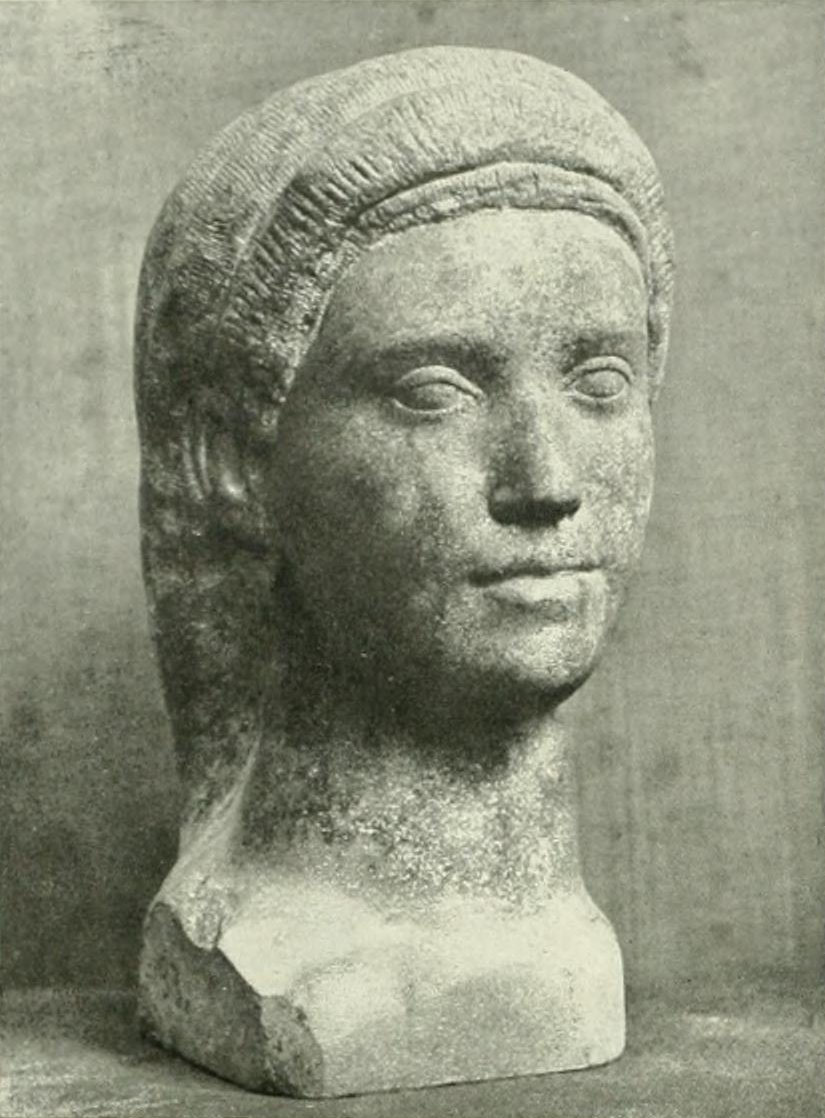
Sérénité (Salon d'automne de 1922).
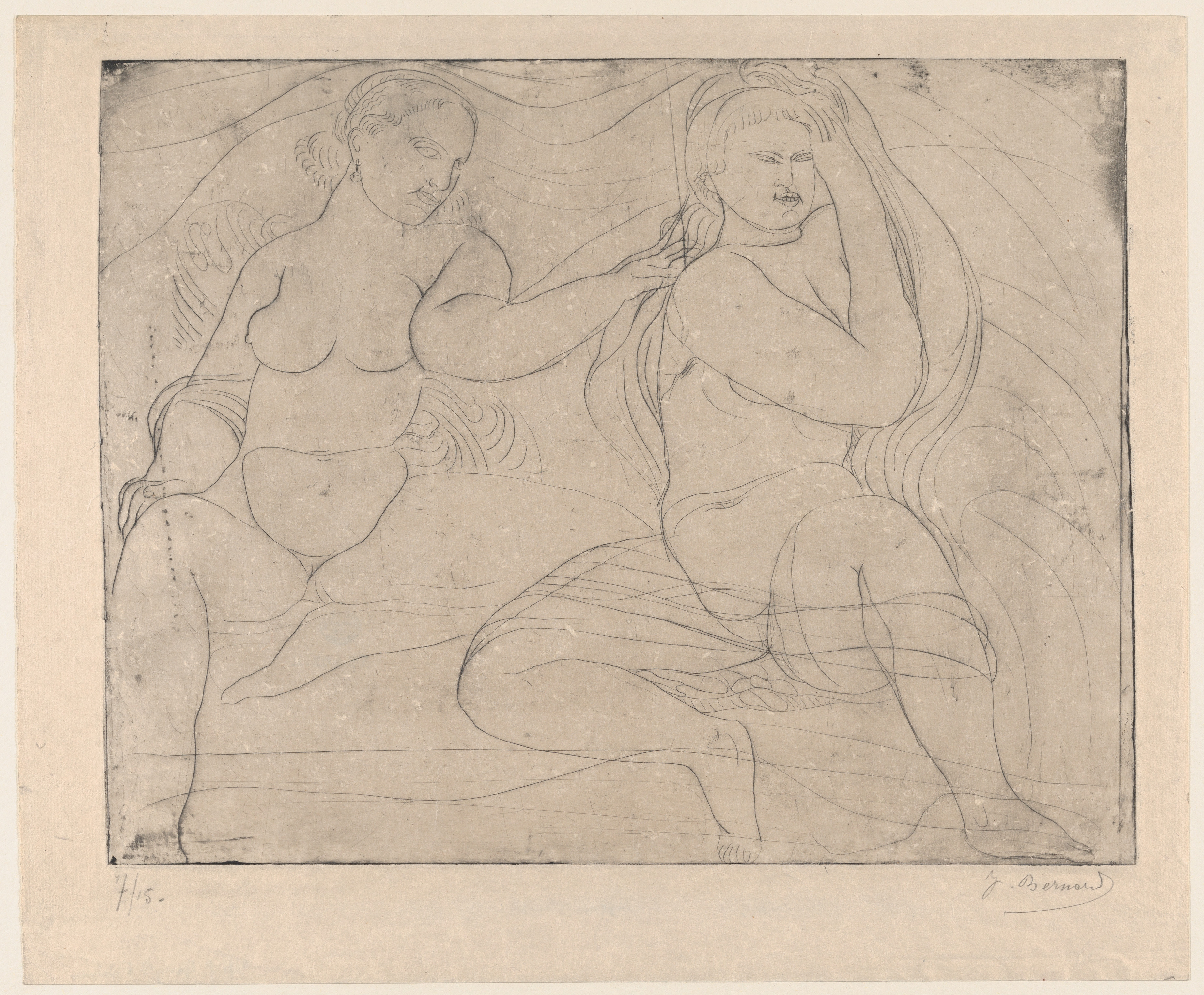
Deux Femmes au bord de la rivière, estampe, New York, Metropolitan Museum of Art.
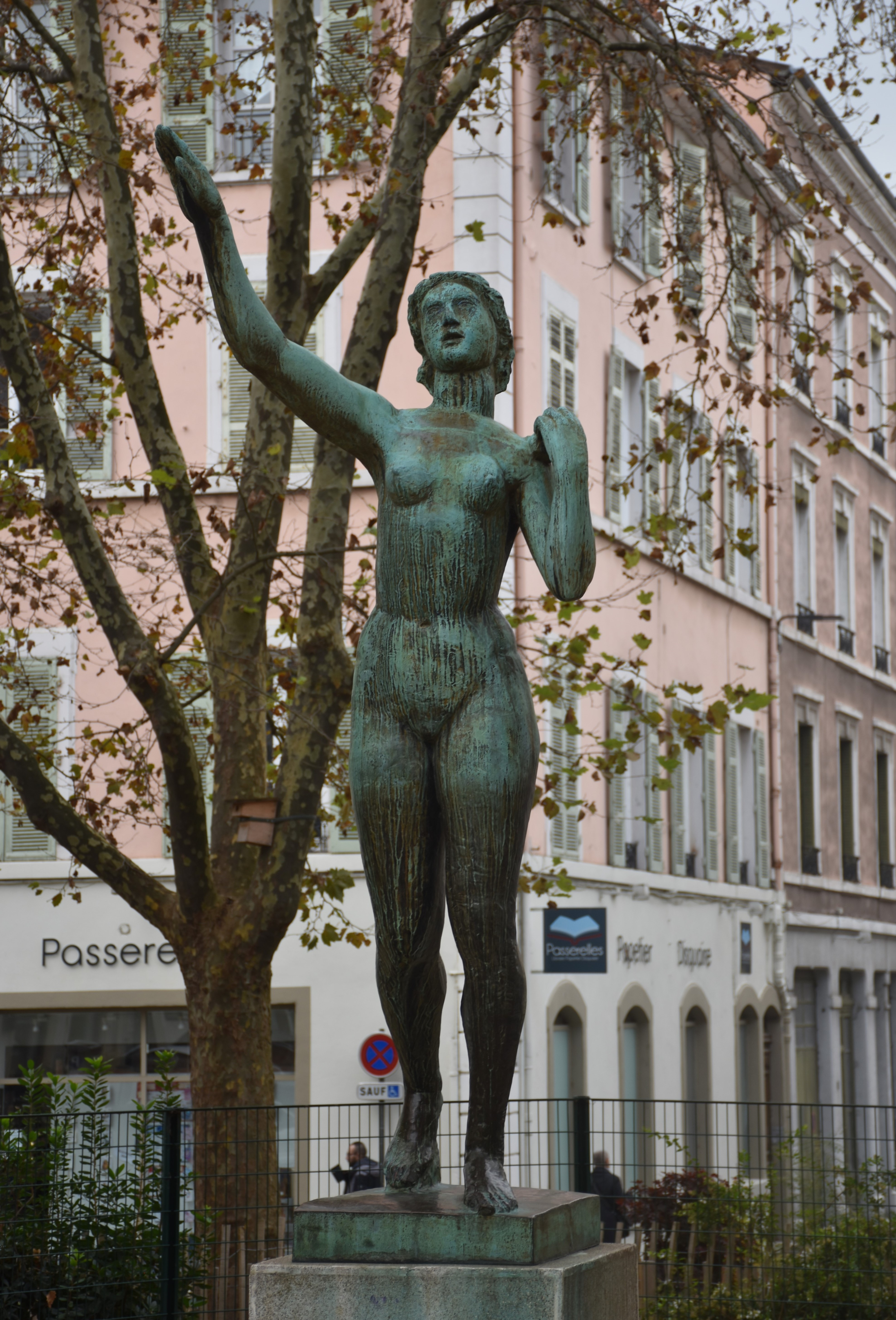
La Victoire (entre 1934-1937), Vienne, place de la République